# Michael Weiner
Michael Weiner (Ottenstein, 21 marzo 1969) è un ex arbitro di calcio tedesco.

## Carriera
Dopo il classico iter nei campionati minori tedeschi, raggiunge la 2.Bundesliga nel 1995 e la massima divisione nel 1998. Il 1º gennaio 2002 riceve la nomina FIFA. Nel luglio del 2003 partecipa ai Campionati europei di calcio Under 19 in Liechtenstein, dirigendo due partite della fase a gironi e una semifinale. Il 16 novembre 2003 fa il suo esordio da internazionale in una gara tra nazionali maggiori nella partita amichevole tra Polonia e Serbia e Montenegro, terminata 4-3.
A livello di club, ha diretto numerose partite in Coppa UEFA, diventata poi l'attuale Europa League. Tra queste, la designazione più importante è un sedicesimo di finale, ottenuto per la prima volta nel febbraio del 2008. Ha diretto inoltre varie amichevoli tra nazionali maggiori. Nel dicembre 2012 viene ritirato dalle liste internazionali, continuando ad arbitrare esclusivamente in patria.